# Michael Wiehe

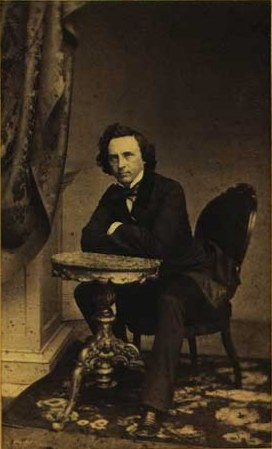
Michael Wiehe fotograferad av Rudolph Striegler.

Michael Rosing Wiehe, född 23 januari 1820 i Köpenhamn, död 31 oktober 1864, var en dansk skådespelare. Han var dotterson till konstnärsparet Michael och Johanne Rosing samt bror till Frederik Wilhelm, Anton Wilhelm och Johan Wiehe.
Wiehe blev elev vid Det Kongelige Teater i Köpenhamn 1837, där han fick sin första stora framgång med sin originella tolkning av Aladdin (1842). År 1845 erhöll han fast anställning vid nämnda teater och var där en av de främsta konstnärerna ända till sin död, frånsett tiden 1855-56 då han på grund av oenighet med teaterstyrelsen tillhörde en sekundteater.
Wiehe utmärkte sig i synnerhet som karaktärsskådespelare och romantisk älskare, både i tragedin och i det högre skådespelet, men hade även framgång i lustspelet. Han utförde totalt 252 roller, bland dem många av första rangen. Med sällsynt mästerskap återgav han bilden av stora historiska personligheter och framställde på gripande sätt likaväl den kalla ondskan och det rena vanvettet som den ädlaste karaktär och den varmaste känsla.